# Urusa crassa
Urusa crassa – gatunek pluskwiaków z podrzędu różnoskrzydłych i rodziny Dinidoridae. Jedyny z monotypowego rodzaju Urusa.

## Taksonomia
Gatunek ten opisany został po raz pierwszy w 1868 roku przez Francisa Walkera. 

## Morfologia
Pluskwiak o ciele długości od 11 do 12 mm i szerokości od 9 do 10 mm, w zarysie niemal jajowatym z silnie zwężoną częścią przednią, z wierzchu umiarkowanie wypukłym, od spodu wypukłym silniej. Ubarwienie ma czarne z żółtobrązową wierzchołkową połową ostatniego członu czułków, dwiema ochrowymi plamkami na tarczce (przednio-środkową i wierzchołkową) oraz jasnobrązową zakrywką.
Głowa jest duża i wyróżnia się na tle Thalmini płytkami żuwaczkowymi przedłużonymi przed przedustek w formie dwóch łukowatych rogów. Boczne brzegi głowy są sinusoidalne. Oczy złożone są wyłupiaste. Odległość między przyoczkami jest dwa razy większa niż odległość między przyoczkiem a brzegiem oka złożonego. Czułki zbudowane są z czterech członów, z których pierwszy nie dochodzi do wierzchołka głowy, a drugi i trzeci mają rowki po stronach grzbietowych. Sięgająca w spoczynku do bioder środkowej pary kłujka zbudowana jest z czterech członów, z których drugi jest najdłuższy. Bukule są wyniesione i płatowate.
Nieco szersze od głowy przedplecze ma w zarysie wklęśniętą krawędź przednią, zbieżne ku przodowi, zafalowane krawędzie boczne oraz lekko wypukłą krawędź tylną. Niedochodząca do środka długości odwłoka tarczka ma niemal proste brzegi boczne i szeroko zaokrąglony wierzchołek. Półpokrywy mają dłuższe od tarczki przykrywki i dochodzące do okolicy końca odwłoka zakrywki. Płytki rowek biegnie środkiem śródpiersia i zapiersia. Odnóża zwieńczone są dwuczłonowymi stopami.
Odwłok ma odsłonięte listewki brzeżne. Genitalia samca mają wyrostek brzuszno-boczny tylny koniunktywy dobrze wykształcony, pozostałe jej wyrostki słabo rozwinięte, a paramery niemal okrągłe. U samicy spermateka ma krótki, szeroki, rurkowaty przewód rozszerzający się w duży woreczek.

## Rozprzestrzenienie
Gatunek orientalny, endemiczny dla Malezji, znany tylko ze stanów Sabah i Sarawak.